# Shogun: Total War
Shōgun: Total War (с англ. — «Сёгун: Тотальная война») — компьютерная игра, положившая начало популярной серии Total War. Разработана в 2000 году компанией Creative Assembly и издана Electronic Arts.
Игра представляет собой пошаговую глобальную стратегию с тактическими боями в реальном времени. Игрок управляет одним из семи могущественных кланов феодальной Японии периода Сэнгоку-Дзидай и должен добиться титула Сёгуна.
Кроме того, в игре присутствует режим «Исторические битвы», в которых игрок принимает одну из сторон в исторически достоверной битве. В таком режиме отсутствует стратегическая составляющая игры.
В 2001 году вышло дополнение Warlord Edition, включающее множество новых видов войск и переработанную систему дипломатических отношений, а также новую кампанию The Mongol Invasion, в которой игрок мог завоевать Японию, играя за монголов, или защитить её.
Музыку для игры написал Джеф ван Дик, за что в 2001 году был удостоен премии BAFTA.

## Геймплей
Игра начинается в 1530 году. В игре один ход равен одному сезону, соответственно год вмещает 4 хода. Деньги прибавляются только зимой, раз в 4 хода.

### Кланы
Перед началом игры Вы выбираете сторону из предложенных семи кланов. Каждый из них имеет свои особенности в стартовом расположении подчинённых провинций и изначальной армии. Хотя восьмая фракция — ронины и мятежники — изначально является «невыбираемой», играть за неё можно, если применить cheat код.
- Симадзу (島津氏, Shimazu) — зелёные
- Мори (毛利氏, Mori) — красные
- Ода (織田氏, Oda) — тёмно-жёлтые
- Имагава (今川氏, Imagawa) — лазурные
- Такэда (武田氏, Takeda) — чёрные
- Ходзё (北条氏, Hojo) — фиолетовые
- Уэсуги (上杉氏, Uesugi) — тёмно-синие
- Ронины и мятежники (浪人と叛賊, Ronins 'n' Rebels) — серые

## Экономика
Денежным эквивалентом в игре является традиционная японская мера веса коку (石, koku) — объём риса, который в среднем съедает один человек за год. Коку тратится на строительство и улучшение зданий, производство и содержание юнитов. Чтобы получить коку, нужно строить фермы, шахты и порты.
Фермы лучше всего строить на равнинных провинциях, в среднем, ферма даёт от 200 до 250 коку в год. Фермы можно улучшать (+20 %, +40 %, +60 %, +100 %). Результат работы крестьян объявляется советником и может варьироваться в зависимости от урожайности или неурожайности истёкшего года — (−50 %, −25 %, +0 %, +25 %, +50 %):
- −50 % считается ужасным урожаем;
- −25 % — плохим;
- +0 % — средним;
- +25 % — хорошим;
- +50 % — небывалым.

Есть также система налогообложения, которую игрок может изменить, нажав на кнопку с доходом, рядом с кнопкой окончания хода (это кнопка «… коку»), и изменить ставку налога (одинаков для всех провинций). Сниженные налоги увеличивают лояльность населения и уменьшают вероятность восстаний — доход снижается; завышенные налоги увеличивают доход, но снижают лояльность населения и увеличивают вероятность восстаний.
В горных провинциях можно строить шахты по добыче меди, железа, серебра или золота. Обычная шахта даёт 400 коку в год, усовершенствованная — 800. Наличие железной руды в провинции позволяет построить оружейную мастерскую, необходимой для производства усиленно защищенных воинов (naginata или тяжелую кавалерию).
В прибрежных провинциях можно строить порты, которые дают 200 коку в год. Если игроку принадлежит несколько портов, то за один ход между ними можно переместить войска.
В горных и прибрежных провинциях случаются соответственно землетрясения и цунами, от которых можно потерять не только часть дохода, но и в некоторых случаях постройки.

## Лояльность населения
В провинциях, которыми владеет игрок, есть параметр лояльности населения (в процентах). Всё, что выше 100%, считается нормой. На лояльность населения могут повлиять следующие факторы:
- наличие сторожевых башен и пограничных фортов (увеличивают лояльность населения, а также предотвращают появление в провинциях вражеских синоби и ниндзя (их могут поймать));
- наличие вражеского синоби в провинции (уменьшает лояльность и может подтолкнуть к восстанию);
- наличие гарнизона в провинции (чем он выше, тем выше лояльность населения);
- налоговая ставка (высокие налоги могут толкнуть население к восстанию);
- урожайность (низкие урожаи снижают лояльность населения);
- вражеский священник (если кто-то из даймё принял христианство).

## Европейцы
В 1545 году (через 60 ходов после начала игры) приплывают португальцы. Если завязать с ними дружественные отношения, можно строить торговые рынки (Trading Post), которые дают 200 коку в год. С появлением португальцев игрок может обучать аркебузиров, но требуют распространение христианства в Японии, что вызывает недовольство буддистов (становятся недоступны монахи-воины и начинаются мятежи в провинциях). Для искоренения недовольства нужно строить в каждой провинции церковь, иначе начнутся восстания.
В 1560 году приплывают голландцы, которые позволяют создавать торговые посты и учат строить мушкетёров, но в отличие от португальцев не требуют принятия христианства.

## Агенты
- Эмиссар — его беспрепятственно можно перемещать по провинциям противников или соседних даймё. Отвечает за дипломатию, заключая перемирие или союз со всеми кланами, кроме Мятежников. Чтобы заключить перемирие или союз, эмиссару необходимо встретиться с соседними даймё. Является легко-уязвимой целью для ниндзя и гейши. Может быть казнён враждебным даймё, не желающим перемирия.
- Синоби — выполняет роль шпиона, проводя разведку и уменьшая лояльность вражеским даймё (во вражеской провинции) и тайной полиции, увеличивая лояльность вашему даймё (в своей провинции). Является уязвимым для ниндзя и гейши, также может быть схвачен и казнён, если в провинции оказались сторожевые башни или пограничные форты. Синоби можно беспрепятственно перемещать по провинциям противников, осматривая их. Каждый ход синоби сообщает о перемещениях армий, происшествиях в провинциях и т. п.
- Ниндзя — выполняют роль наёмных убийц. Их целями могут быть: генералы (понижает боевой дух противника), прочие вражеские агенты, а также наследники как генералы армий (понижает боевой дух) и даймё (если даймё не имеет наследников, фракция считается устранённой). Ниндзя также может беспрепятственно перемещаться по провинциям, но может быть схвачен и казнён, если есть охранные сооружения. При провале задания всегда гибнет. Ниндзя уязвим для других ниндзя или гейши. Также помогают осматривать строения в провинциях противника и узнавать численность армии, На своей территории ниндзя выполняют роль контрразведки, обнаруживая вражеских синоби и ниндзя.
- Гейша — выполняет роль профессионального наёмного убийцы. Совмещает в себе функции синоби и ниндзя. При неудачном исходе задания не гибнет, в отличие от ниндзя, для охранных сооружений она недосягаема (её не могут разоблачить), но уязвима для ниндзя (есть шанс выжить) и для вражеской гейши (шансов выжить нет ни у одной из них).
- Священник-католик (появляется в игре, если кто-либо из даймё принял христианство и построил католические церкви) — выполняет роль, схожую с синоби, понижая лояльность во вражеских провинциях, но, в отличие от синоби, виден на карте всем игрокам. Проповедует христианство, повышая процент христиан в посещенных провинциях, тем самым повышая и вероятность беспорядков на религиозной почве. Увеличивает лояльность на своей территории. Недосягаем для охранных сооружений, однако может погибнуть от рук ниндзя или гейши.

## Критика
| Сводный рейтинг | Сводный рейтинг |
| Агрегатор       | Оценка          |
| --------------- | --------------- |
| GameRankings    | 87,14 %         |

| Сводный рейтинг | Сводный рейтинг |
| Агрегатор       | Оценка          |
| --------------- | --------------- |
| GameRankings    | 86,75 %         |

В декабре 2002 года Shōgun: Total War получила "серебряную" награду от Ассоциации издателей развлекательного и развлекательного программного обеспечения (ELSPA), что свидетельствует о пожизненных продажах по меньшей мере 100 000 единиц в Соединенном Королевстве. ELSPA в конечном счете подняла его до "золотого" статуса за 200 000 продаж. В Соединенных Штатах игра достигла продаж от 100 000 до 390 000 копий к августу 2006 года